# ماركو فيرانتي
ماركو فيرانتي (بالإيطالية: Marco Ferrante)‏ (4 فبراير 1971 فليتري إيطاليا - ) هو لاعب كرة قدم إيطالي، يلعب كمهاجم، شارك في الألعاب الأولمبية الصيفية 1992.

## روابط خارجية
- ماركو فيرانتي على موقع قاعدة بيانات كرة القدم.إي يو (الإنجليزية)
- ماركو فيرانتي على موقع عالم كرة القدم.نت (الإنجليزية)
- ماركو فيرانتي على موقع أوليمبيديا (الإنجليزية)